# Wioślarstwo na Letnich Igrzyskach Olimpijskich 2008 – jedynka kobiet
Jedynka kobiet (W1x) – konkurencja rozgrywana podczas Letnich Igrzysk Olimpijskich 2008 w Pekinie między 9 a 16 sierpnia w Parku Olimpijskim Shunyi.

## Harmonogram konkurencji
Wszystkie godziny w standardowym czasie chińskim (UTC+8)
| Godzina                        | Wydarzenie  | Runda         |
| ------------------------------ | ----------- | ------------- |
| Sobota, 9 sierpnia 2008        | 13:50-14:50 | Eliminacje    |
| Poniedziałek, 11 sierpnia 2008 | 15:30-16:10 | Ćwierćfinały  |
| Środa, 13 sierpnia 2008        | 14:50-15:10 | Półfinały C/D |
| Środa, 13 sierpnia 2008        | 15:30-15:50 | Półfinały A/B |
| Piątek, 15 sierpnia 2008       | 14:10-14:20 | Finał E       |
| Piątek, 15 sierpnia 2008       | 14:30-14:40 | Finał D       |
| Piątek, 15 sierpnia 2008       | 14:50-15:00 | Finał C       |
| Piątek, 15 sierpnia 2008       | 16:50-17:00 | Finał B       |
| Sobota, 16 sierpnia 2008       | 15:30-15:40 | Finał A       |

## Medaliści
| Złoto  | Bułgaria · Rumjana Nejkowa            |
| Srebro | Stany Zjednoczone · Michelle Guerette |
| Brąz   | Białoruś · Kaciaryna Karsten          |

## Wyniki

### Eliminacje
Reguła kwalifikacji: 1-4 → Ć, 4.. → Ć lub FE

#### Eliminacje 1
| Miejsce | Zawodnik        | Kraj      | Czas    | Uwagi |
| ------- | --------------- | --------- | ------- | ----- |
| 1       | Zhang Xiuyun    | Chiny     | 7:38,16 | Ć     |
| 2       | Julia Michalska | Polska    | 7:41,16 | Ć     |
| 3       | Sophie Balmary  | Francja   | 7:47,37 | Ć     |
| 4       | Gabriela Best   | Argentyna | 7:58,60 | Ć     |
| 5       | Soraya Jadue    | Chile     | 8:04,08 | Ć     |

#### Eliminacje 2
| Miejsce | Zawodnik         | Kraj          | Czas    | Uwagi |
| ------- | ---------------- | ------------- | ------- | ----- |
| 1       | Emma Twigg       | Nowa Zelandia | 7:45,18 | Ć     |
| 2       | Iva Obradović    | Serbia        | 7:49,13 | Ć     |
| 3       | Nuria Domínguez  | Hiszpania     | 7:58,03 | Ć     |
| 4       | Fabiana Beltrame | Brazylia      | 8:08,84 | Ć     |
| 5       | Lee Ka Man       | Hongkong      | 8:23,02 | Ć     |

#### Eliminacje 3
| Miejsce | Zawodnik          | Kraj              | Czas    | Uwagi |
| ------- | ----------------- | ----------------- | ------- | ----- |
| 1       | Kaciaryna Karsten | Białoruś          | 7:40,03 | Ć     |
| 2       | Michelle Guerette | Stany Zjednoczone | 7:49,14 | Ć     |
| 3       | Shin Yeong-eun    | Korea Południowa  | 8:17,40 | Ć     |
| 4       | Inga Dudczenko    | Kazachstan        | 8:28,24 | Ć     |

#### Eliminacje 4
| Miejsce | Zawodnik        | Kraj              | Czas    | Uwagi |
| ------- | --------------- | ----------------- | ------- | ----- |
| 1       | Rumjana Nejkowa | Bułgaria          | 7:56,07 | Ć     |
| 2       | Mayra González  | Kuba              | 8:07,22 | Ć     |
| 3       | Rika Geyser     | Południowa Afryka | 8:20,26 | Ć     |
| 4       | Latt Shwe Zin   | Birma             | 8:42,23 | Ć     |

#### Eliminacje 5
| Miejsce | Zawodnik           | Kraj      | Czas    | Uwagi |
| ------- | ------------------ | --------- | ------- | ----- |
| 1       | Gabriella Bascelli | Włochy    | 7:43,67 | Ć     |
| 2       | Pippa Savage       | Australia | 7:57,95 | Ć     |
| 3       | Camila Vargas      | Salwador  | 8:32,06 | Ć     |
| 4       | Homa Hosseini      | Iran      | 9:02,12 | FE    |

#### Eliminacje 6
| Miejsce | Zawodnik           | Kraj     | Czas    | Uwagi |
| ------- | ------------------ | -------- | ------- | ----- |
| 1       | Miroslava Knapková | Czechy   | 7:51,56 | Ć     |
| 2       | Frida Svensson     | Szwecja  | 7:56,39 | Ć     |
| 3       | Elana Hill         | Zimbabwe | 8:35,53 | Ć     |
| 4       | Heba Ahmed         | Egipt    | 8:46,96 | FE    |

### Ćwierćfinały
Reguła kwalifikacji: 1-3 → PA/B, 4.. → PC/D

#### Ćwierćfinał 1
| Miejsce | Zawodnik           | Kraj              | Czas    | Uwagi |
| ------- | ------------------ | ----------------- | ------- | ----- |
| 1       | Michelle Guerette  | Stany Zjednoczone | 7:28,91 | PA/B  |
| 2       | Julia Michalska    | Polska            | 7:31,90 | PA/B  |
| 3       | Gabriella Bascelli | Włochy            | 7:36,68 | PA/B  |
| 4       | Nuria Domínguez    | Hiszpania         | 7:49,60 | PC/D  |
| 5       | Inga Dudczenko     | Kazachstan        | 8:15,88 | PC/D  |
| 6       | Elana Hill         | Zimbabwe          | 8:20,84 | PC/D  |

#### Ćwierćfinał 2
| Miejsce | Zawodnik           | Kraj     | Czas    | Uwagi |
| ------- | ------------------ | -------- | ------- | ----- |
| 1       | Miroslava Knapková | Czechy   | 7:30,33 | PA/B  |
| 2       | Sophie Balmary     | Francja  | 7:37,01 | PA/B  |
| 3       | Iva Obradović      | Serbia   | 7:39,16 | PA/B  |
| 4       | Mayra González     | Kuba     | 7:45,75 | PC/D  |
| 5       | Camila Vargas      | Salwador | 8:11,79 | PC/D  |
| 6       | Latt Shwe Zin      | Birma    | 8:17,76 | PC/D  |

#### Ćwierćfinał 3
| Miejsce | Zawodnik         | Kraj             | Czas    | Uwagi |
| ------- | ---------------- | ---------------- | ------- | ----- |
| 1       | Rumjana Nejkowa  | Bułgaria         | 7:22,37 | PA/B  |
| 2       | Zhang Xiuyun     | Chiny            | 7:23,30 | PA/B  |
| 3       | Pippa Savage     | Australia        | 7:34,03 | PA/B  |
| 4       | Soraya Jadue     | Chile            | 7:51,52 | PC/D  |
| 5       | Fabiana Beltrame | Brazylia         | 7:52,65 | PC/D  |
| 6       | Shin Yeong-eun   | Korea Południowa | 7:58,71 | PC/D  |

#### Ćwierćfinał 4
| Miejsce | Zawodnik          | Kraj              | Czas    | Uwagi |
| ------- | ----------------- | ----------------- | ------- | ----- |
| 1       | Kaciaryna Karsten | Białoruś          | 7:25,74 | PA/B  |
| 2       | Frida Svensson    | Szwecja           | 7:29,29 | PA/B  |
| 3       | Emma Twigg        | Nowa Zelandia     | 7:34,24 | PA/B  |
| 4       | Rika Geyser       | Południowa Afryka | 7:44,14 | PC/D  |
| 5       | Gabriela Best     | Argentyna         | 7:46,45 | PC/D  |
| 6       | Lee Ka Man        | Hongkong          | 8:04,68 | PC/D  |

### Półfinały C/D
Reguła kwalifikacji: 1-3 → FC, 4-5 → FD, 6 → FE

#### Półfinały C/D 1
| Miejsce | Zawodnik         | Kraj             | Czas    | Uwagi |
| ------- | ---------------- | ---------------- | ------- | ----- |
| 1       | Mayra González   | Kuba             | 8:02,10 | FC    |
| 2       | Nuria Domínguez  | Hiszpania        | 8:03,61 | FC    |
| 3       | Gabriela Best    | Argentyna        | 8:09,61 | FC    |
| 4       | Fabiana Beltrame | Brazylia         | 8:13,01 | FD    |
| 5       | Shin Yeong-eun   | Korea Południowa | 8:23,62 | FD    |
| 6       | Elana Hill       | Zimbabwe         | 8:34,27 | FE    |

#### Półfinały C/D 2
| Miejsce | Zawodnik       | Kraj              | Czas    | Uwagi |
| ------- | -------------- | ----------------- | ------- | ----- |
| 1       | Rika Geyser    | Południowa Afryka | 7:59,67 | FC    |
| 2       | Soraya Jadue   | Chile             | 8:13,67 | FC    |
| 3       | Inga Dudczenko | Kazachstan        | 8:16,95 | FC    |
| 4       | Camila Vargas  | Salwador          | 8:22,35 | FD    |
| 5       | Latt Shwe Zin  | Birma             | 8:24,23 | FD    |
| 6       | Lee Ka Man     | Hongkong          | 8:30,80 | FE    |

### Półfinały A/B
Reguła kwalifikacji: 1-3 → FA, 4.. → FB

#### Półfinały A/B 1
| Miejsce | Zawodnik           | Kraj              | Czas    | Uwagi |
| ------- | ------------------ | ----------------- | ------- | ----- |
| 1       | Zhang Xiuyun       | Chiny             | 7:31,33 | FA    |
| 2       | Michelle Guerette  | Stany Zjednoczone | 7:35,69 | FA    |
| 3       | Miroslava Knapková | Czechy            | 7:38,14 | FA    |
| 4       | Gabriella Bascelli | Włochy            | 7:42,10 | FB    |
| 5       | Pippa Savage       | Australia         | 7:43,98 | FB    |
| 6       | Frida Svensson     | Szwecja           | 7:46,38 | FB    |

#### Półfinały A/B 2
| Miejsce | Zawodnik          | Kraj          | Czas    | Uwagi |
| ------- | ----------------- | ------------- | ------- | ----- |
| 1       | Kaciaryna Karsten | Białoruś      | 7:32,86 | FA    |
| 2       | Rumjana Nejkowa   | Bułgaria      | 7:33,29 | FA    |
| 3       | Julia Michalska   | Polska        | 7:38,04 | FA    |
| 4       | Emma Twigg        | Nowa Zelandia | 7:38,09 | FB    |
| 5       | Iva Obradović     | Serbia        | 7:52,39 | FB    |
| 6       | Sophie Balmary    | Francja       | 7:56,73 | FB    |

### Finały

#### Finał E
| Miejsce | Zawodnik      | Kraj     | Czas    | Uwagi |
| ------- | ------------- | -------- | ------- | ----- |
| 1       | Lee Ka Man    | Hongkong | 7:56,07 |       |
| 2       | Heba Ahmed    | Egipt    | 8:07,10 |       |
| 3       | Elana Hill    | Zimbabwe | 8:09,94 |       |
| 4       | Homa Hosseini | Iran     | 8:18,20 |       |

#### Finał D
| Miejsce | Zawodnik         | Kraj             | Czas    | Uwagi |
| ------- | ---------------- | ---------------- | ------- | ----- |
| 1       | Fabiana Beltrame | Brazylia         | 7:43,04 |       |
| 2       | Shin Yeong-eun   | Korea Południowa | 7:48,31 |       |
| 3       | Latt Shwe Zin    | Birma            | 8:00,05 |       |
| 4       | Camila Vargas    | Salwador         | 8:02,91 |       |

#### Finał C
| Miejsce | Zawodnik        | Kraj              | Czas    | Uwagi |
| ------- | --------------- | ----------------- | ------- | ----- |
| 1       | Rika Geyser     | Południowa Afryka | 7:35,06 |       |
| 2       | Nuria Domínguez | Hiszpania         | 7:36,12 |       |
| 3       | Mayra González  | Kuba              | 7:42,68 |       |
| 4       | Gabriela Best   | Argentyna         | 7:45,21 |       |
| 5       | Soraya Jadue    | Chile             | 7:48,35 |       |
| 6       | Inga Dudczenko  | Kazachstan        | 8:16,09 |       |

#### Finał B
| Miejsce | Zawodnik           | Kraj          | Czas    | Uwagi |
| ------- | ------------------ | ------------- | ------- | ----- |
| 1       | Frida Svensson     | Szwecja       | 7:48,19 |       |
| 2       | Gabriella Bascelli | Włochy        | 7:48,91 |       |
| 3       | Emma Twigg         | Nowa Zelandia | 7:51,63 |       |
| 4       | Pippa Savage       | Australia     | 7:53,43 |       |
| 5       | Iva Obradović      | Serbia        | 7:53,83 |       |
| 6       | Sophie Balmary     | Francja       | 7:58,88 |       |

#### Finał A
| Miejsce       | Zawodnik           | Kraj              | Czas    | Uwagi |
| ------------- | ------------------ | ----------------- | ------- | ----- |
| Złoty medal   | Rumjana Nejkowa    | Bułgaria          | 7:22,34 |       |
| Srebrny medal | Michelle Guerette  | Stany Zjednoczone | 7:22,78 |       |
| Brązowy medal | Kaciaryna Karsten  | Białoruś          | 7:23,98 |       |
| 4             | Zhang Xiuyun       | Chiny             | 7:25,48 |       |
| 5             | Miroslava Knapková | Czechy            | 7:35,52 |       |
| 6             | Julia Michalska    | Polska            | 7:43,44 |       |